# Ziua Internațională a cărții și a drepturilor de autor
Ziua Internațională a cărții și a drepturilor de autor sau Ziua Internațională a Cărții se sărbătorește anual pe 23 aprilie și este organizată de UNESCO în scopul promovării lecturii, publicării și a drepturilor de autor.
Prima astfel de manifestare s-a desfășurat în 1995.
23 aprilie marchează trecerea în eternitate a doi titani ai literaturii universale: William Shakespeare și Miguel de Cervantes, precum și a altor scriitori: scriitorul peruan Inca Garcilaso de la Vega (1616), poetul englez William Wordsworth (1850), scriitorul francez Jules Barbey d'Aurevilly (1889) și poetul englez Rupert Brooke (1915).
Prin Hotărârea de Guvern nr. 293 din 14 aprilie 2005, ziua de 23 aprilie a fost declarată "Ziua Bibliotecarului din România", astfel că în România, începând cu 2005, în ziua de 23 aprilie se sărbătorește și Ziua Bibliotecarului concomitent cu Ziua Internațională a cărții și a drepturilor de autor.
Prin Decretul Președintelui Republicii Moldova nr.189 din 8 februarie 2010, anual, la 23 aprilie, în Republica Moldova se va consemna sărbătoarea profesională - Ziua Bibliotecarului.